# صقر الخفاش
صقر الخفاش (الاسم العلمي: Falco rufigularis) هو نوع من جنس صقر.